# Selecció femenina de futbol de Grècia
La selecció femenina de futbol de Grècia representa a Grècia a les competicions futbolístiques femenines de seleccions nacionals. Fins ara no es ha classificat per a cap campionat, però va jugar els Jocs Olímpics d'Atenes com a anfitriona. Actualment ocupa la 63a posició al Ranking FIFA.

## Actual plantilla
Convocatòria de maig del 2016 per a la classificació per a l'Eurocopa 2017. Les banderes representen la lliga on juga la jugadora.
| Porteres                                                  | Defenses | Centrecampistes | Davanteres                                                                           |
| --------------------------------------------------------- | --- | --- | ------------------------------------------------------------------------------------ |
| Eleni Peletidou · Elisavet Apostolaki · 0 · 0 · 0 · 0 · 0 | Natalia Chatzigiannidou (C) · Eytyxia Kontou · Eleni Kakambouki · Styliani Kotsaki · Sofia Nati · Anastasia Spyridonidou · Eirini Vlasiadou | Charola Demetriou · Christina Kollia · Eleni Markou · Anastasia Moraitou · Anastasia Papadopoulou · Stamatia Pythoula · 0 | Tatiana Georgiou · Sofia Koggouli · Dimitra Panteliadou · Thomai Vardali · 0 · 0 · 0 |

## Històric
| Primer partit                       | Itàlia 6-0 Grècia (03/07/1991)   |
| Majors victòries                    | Grècia 10-0 Armènia (28/10/2003) |
| Majors derrotes                     | Bèlgica 11-0 Grècia (13/09/2014) |
| Millor resultat al Mundial          |                                  |
| Millor resultat als Jocs Olímpics   | Primera Fase (2004)              |
| Millor resultat a l'Eurocopa        |                                  |
| Millor posició al Ranking FIFA      | 50ª (2008)                       |
| Pitjor posició al Ranking FIFA      | 69ª (2014, 2015)                 |
| Jogadora amb més internacionalitats | Maria Lazarou (111)              |
| Jogadora amb més gols               |                                  |

| JOCS OLÍMPICS | JOCS OLÍMPICS   | JOCS OLÍMPICS | JOCS OLÍMPICS    | JOCS OLÍMPICS    | JOCS OLÍMPICS   | JOCS OLÍMPICS | JOCS OLÍMPICS  | JOCS OLÍMPICS | JOCS OLÍMPICS |
| Edició        | Classificació   | Classificació | Fase final       | Fase final       | Fase final      | Fase final    | Fase final     |               |               |
| Edició        | Fase regular    | Play-offs     | Setzens de final | Vuitens de final | Quarts de final | Semifinals    | Final / Bronze |               |               |
| ------------- | --------------- | ------------- | ---------------- | ---------------- | --------------- | ------------- | -------------- | ------------- | ------------- |
| 1996          | Mundial 1995    |               |                  |                  |                 |               |                |               |               |
| 2000          | Mundial 1999    |               |                  |                  |                 |               |                |               |               |
| 2004          | Anfitrió        |               |                  | Austràlia ¹      |                 |               |                |               |               |
| 2008          | Mundial 2007    |               |                  |                  |                 |               |                |               |               |
| 2012          | Mundial 2011    |               |                  |                  |                 |               |                |               |               |
| 2016          | Mundial 2015    |               |                  |                  |                 |               |                |               |               |
| MUNDIAL       |                 |               |                  |                  |                 |               |                |               |               |
| Edició        | Classificació   | Classificació | Fase final       | Fase final       | Fase final      | Fase final    | Fase final     |               |               |
| Edició        | Fase regular    | Play-offs     | Setzens de final | Vuitens de final | Quarts de final | Semifinals    | Final / Bronze |               |               |
| 1991          |                 |               |                  |                  |                 |               |                |               |               |
| 1995          | Eurocopa 1995   |               |                  |                  |                 |               |                |               |               |
| 1999          | Segona Divisió  |               |                  |                  |                 |               |                |               |               |
| 2003          | Segona Divisió  |               |                  |                  |                 |               |                |               |               |
| 2007          | Segona Divisió  |               |                  |                  |                 |               |                |               |               |
| 2011          | Dinamarca ¹     |               |                  |                  |                 |               |                |               |               |
| 2015          | Països Baixos ¹ |               |                  |                  |                 |               |                |               |               |
| EUROCOPA      |                 |               |                  |                  |                 |               |                |               |               |
| Edició        | Classificació   | Classificació | Fase final       | Fase final       | Fase final      | Fase final    | Fase final     |               |               |
| Edició        | Fase regular    | Play-offs     | Setzens de final | Vuitens de final | Quarts de final | Semifinals    | Final / Bronze |               |               |
| 1984          | No existia      |               |                  |                  |                 |               |                |               |               |
| 1987          |                 |               |                  |                  |                 |               |                |               |               |
| 1989          |                 |               |                  |                  |                 |               |                |               |               |
| 1991          |                 |               |                  |                  |                 |               |                |               |               |
| 1993          | Països Baixos ¹ |               |                  |                  |                 |               |                |               |               |
| 1995          | Islàndia ¹      |               |                  |                  |                 |               |                |               |               |
| 1997          | Segona Divisió  |               |                  |                  |                 |               |                |               |               |
| 2001          | Segona Divisió  |               |                  |                  |                 |               |                |               |               |
| 2005          | Segona Divisió  |               |                  |                  |                 |               |                |               |               |
| 2009          | Eslovènia ¹     |               |                  |                  |                 |               |                |               |               |
| 2013          | Rússia ¹        |               |                  |                  |                 |               |                |               |               |
| 2017          | Romania ¹       |               |                  |                  |                 |               |                |               |               |

- ¹ Fase de grups. Selecció eliminada mitjor possicionada en cas de classificació, o selecció classifica pitjor possicionada en cas d'eliminació.